# Garrigues (Hérault)
Garrigues – miejscowość i gmina we Francji, w regionie Oksytania, w departamencie Hérault.
Według danych na rok 1990 gminę zamieszkiwało 80 osób, a gęstość zaludnienia wynosiła 16 osób/km² (wśród 1545 gmin Langwedocji-Roussillon Garrigues plasuje się na 821. miejscu pod względem liczby ludności, natomiast pod względem powierzchni na miejscu 1012.).